# Dick Rienstra
Dauwe Auke Anne Rienstra, detto Dick (Assen, 9 febbraio 1941 – Vianen, 4 luglio 2021), è stato un attore e cantante olandese.

## Carriera
Sotto lo pseudonimo di "Floris VI" incise nel 1966 il singolo Ze nemen me eindelijk mee, ha-haaa!, cover olandese del singolo They're Coming to Take Me Away Ha Haa!.
Nel 1970 formò con Martin Käfig il duo De Jantjes.
Con il proprio nome ha cantato le canzoni Is dit m'n leven, Waarom toch, waarom, Shaken met Shakie (con Connie van Bergen).
Nel 1977 prese parte al Concorso Nazionale con il brano Jouw lach. Arrivò quinto.
Apparve in televisione in produzioni come De Kleine Waarheid, Baantjer, De Fabriek, Meidsch Centrum West, De Laatste Carrière, Twaalf steden, dartien ongelukken, Spangen, la farsa, Drie is teveel e nella serie Het meisje met de blauwe hoed svolse il ruolo del soldato Hverkamp. Nel 2009 ha svolto il ruolo di Herwijnen van Buurmann in Zeg 'ns Aaa.
Ha interpretato anche il ruolo dell'ispettore Van der Steen in alcuni episodi di Bassie en Adriaan.
Ha avuto dei ruoli nei film A bridge too far, Soldaat van Orange, Flodder in Amerika, Sinterklaas en het Uur van de Waarheid e Senza nome e senza regole (con Jackie Chan).
Dick Rienstra è il padre dell'attore di soap opera Robin Rienstra. Dick Rienstra ha svolto il ruolo di Maurice nel musical La bella e la bestia.

## Discografia

### Singoli
- 1966: Ze nemen me eindelijk mee ha-haaa!

## Filmografia
- Jij en ikke (1965)
- Zeemansvrouwen (1968)
- Quell'ultimo ponte (A Bridge too Far) (1977)
- De lemmings (1981)
- Bollo, bries en bondgenoten (1983)
- Drie is teevel (1988)
- Senza nome e senza regole (Who Am I) (1998)
- Zeg 'ns Aaa (2009)